# 萧山开元广场

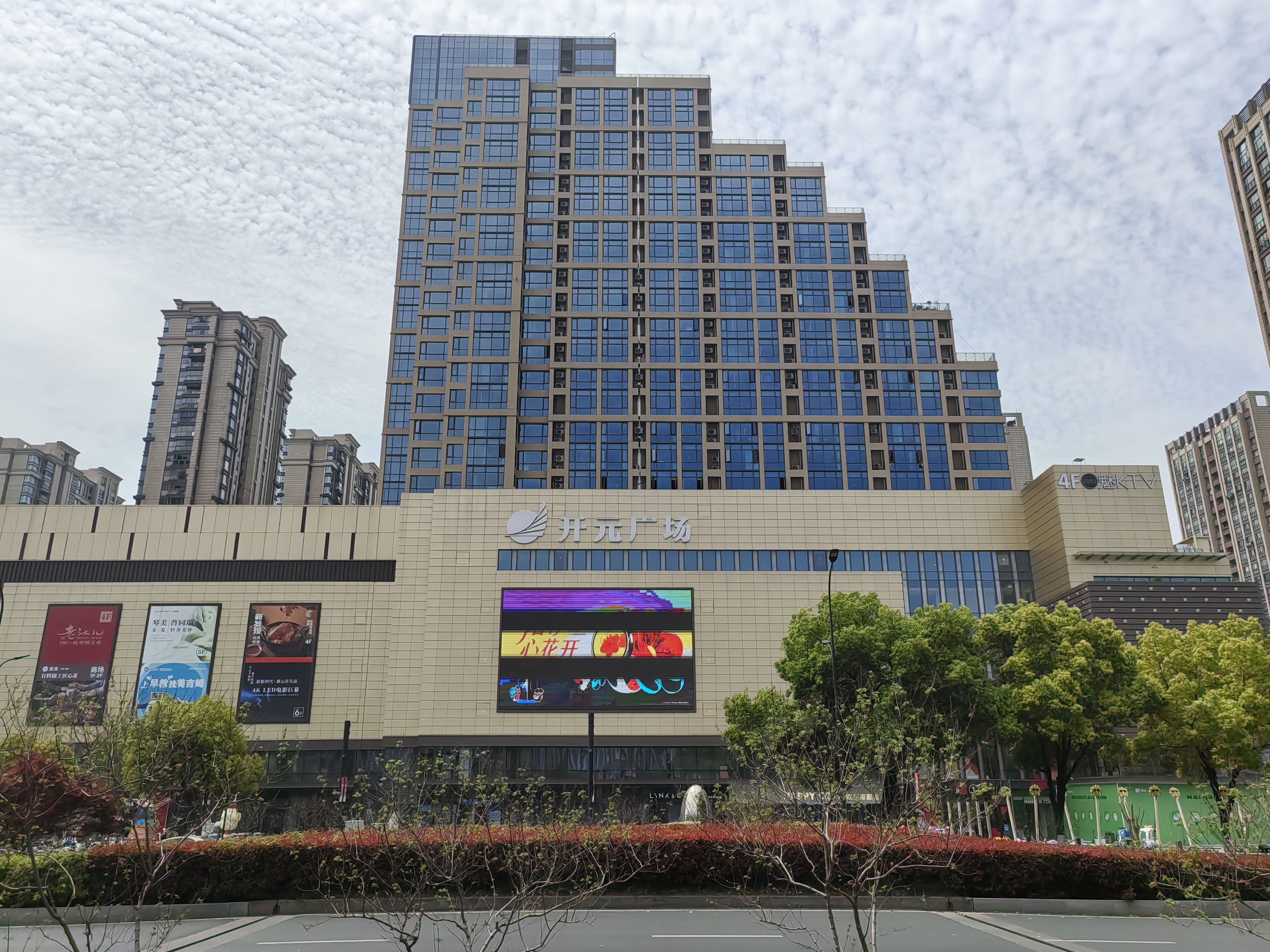
蕭山開元廣場

萧山开元广场是位于杭州市萧山区市心南路的城市综合体，包括商场、公寓、写字楼、住宅，商场于2023年11月18日开业。

## 简介
总面积70万方，其中商场12万方，地上6层，为萧山南部新城最大的商业综合体。入驻商家主要有星巴克、肯德基、麦当劳、必胜客、永辉超市、时代影院、西派健身、霸王茶姬、乐乐茶、漫读空间、美吉姆、湊湊、新发现、楠火锅、椰不二、琴美、孩子王等180多个品牌。

## 交通
可乘杭州地铁2号线至曹家桥站B口到达。